# Östtysklands flygvapen
Luftstreitkräfte der NVA var Östtysklands flygvapen och var en del av Östtysklands försvarsmakt (Nationale Volksarmee).
Östtyskland (eller DDR) hade som medlem av Warszawapakten enbart flygplan från östblocket, som till exempel de ryska MiG-planen (Mikojan-Gurevitj) MiG-21, MiG-23 och MiG-29.
DDR:s flygvapen stod det sovjetiska flygvapnet mycket nära och hade mycket mindre autonomi jämfört med andra flygvapen inom östblocket.
När Östtyskland och Västtyskland återförenades till det nuvarande Tyskland blev Östtysklands flygvapen en del av nuvarande Tysklands flygvapen Luftwaffe. De flesta planen såldes, men man  behöll MiG-29-planen.

## Flygplan/helikoptrar som var i tjänst
- Jaktflygplan, Attackflygplan: Il-28, MiG-15, MiG-17, MiG-19, MiG-21, MiG-23, MiG-29, Su-17
- Attackhelikopter: Mi-24
- Helikopter: Mi-2, Mi-8, Mi-14
- Transport: Aero Ae-45, An-2, An-14, An-26, Il-14, Il-18, Il-62, Let L-410, Tu-124, Tu-134, Tu-154

## Galleri

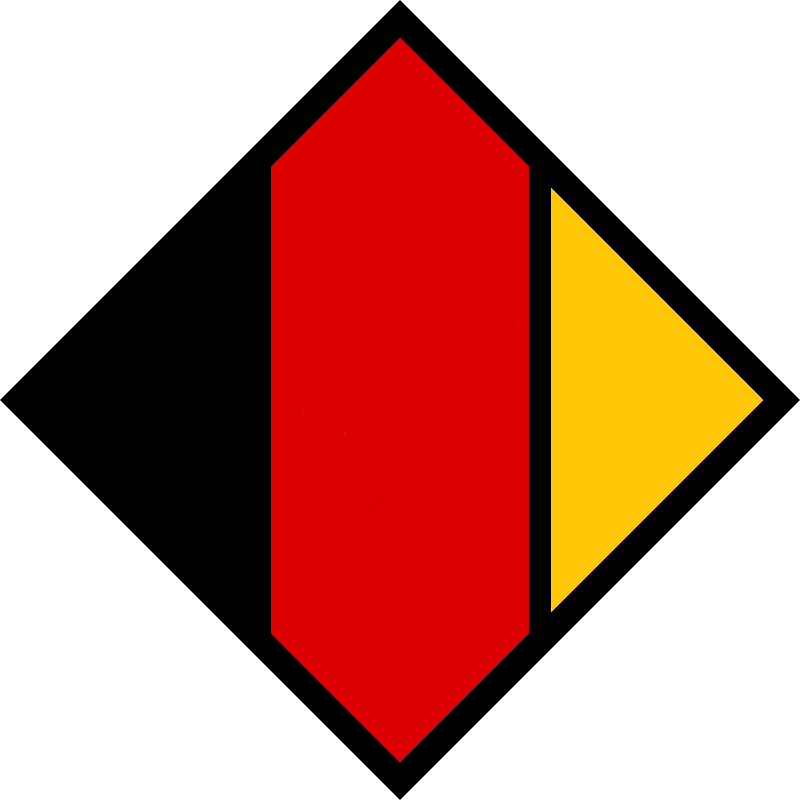
Östtysklands flygvapen emblem före 1959.
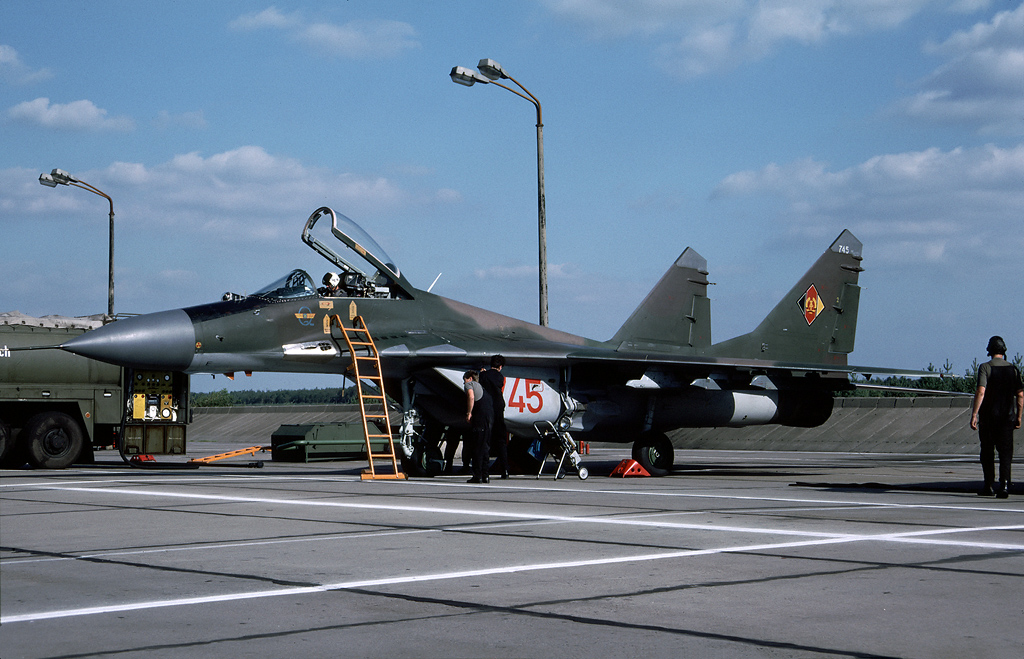
MiG-29.
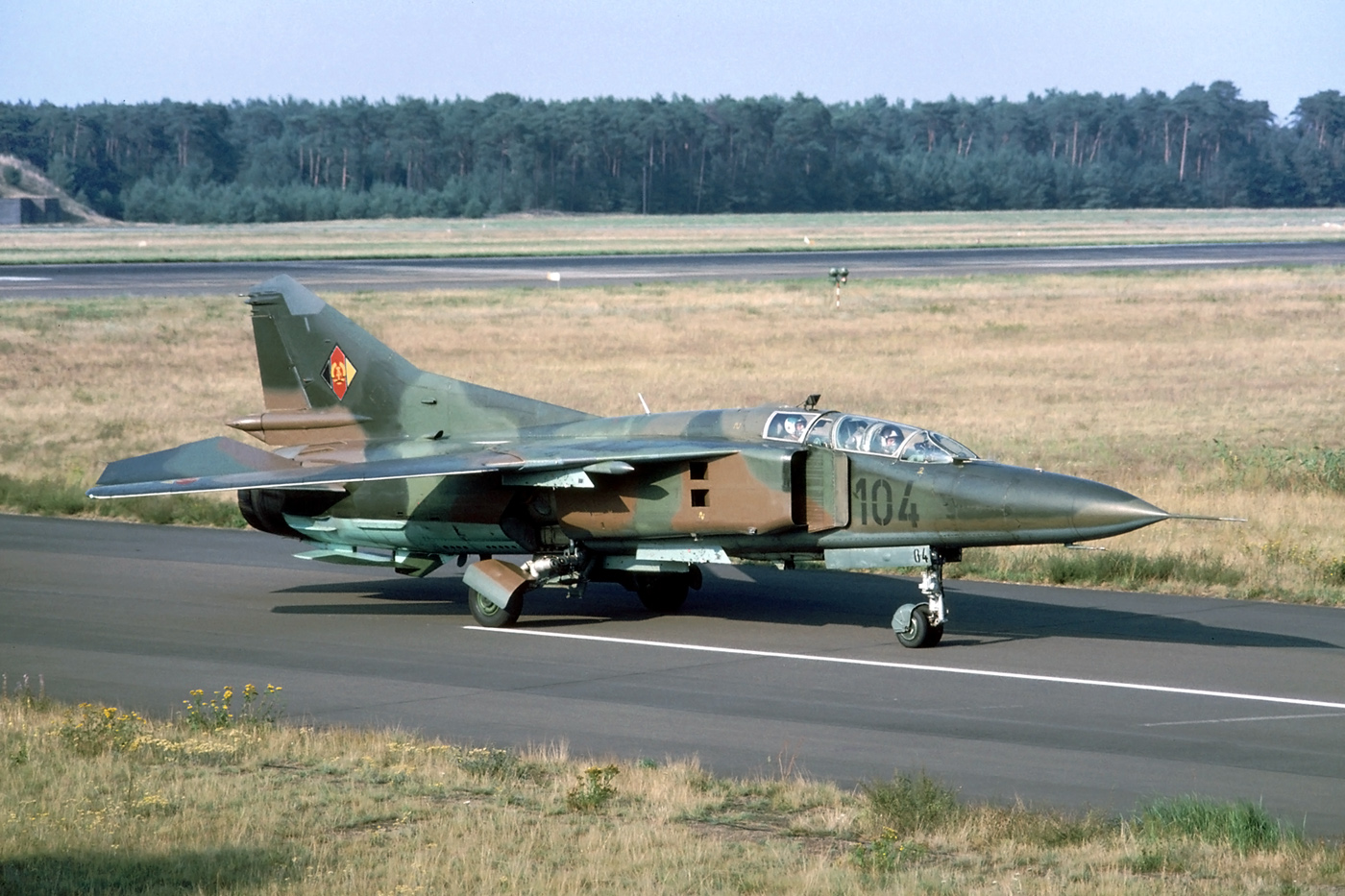
MiG-23UB.
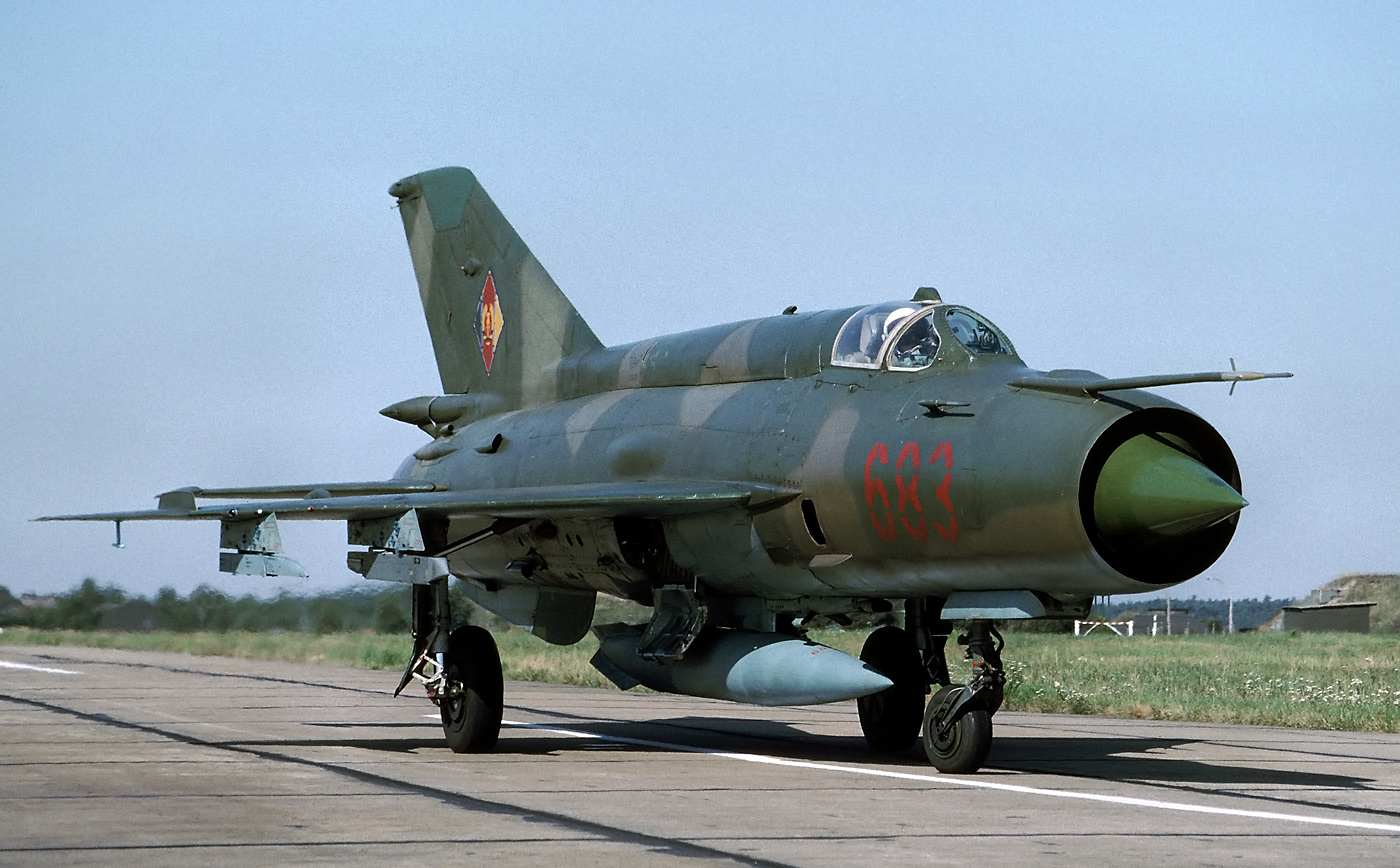
MiG-21MF.
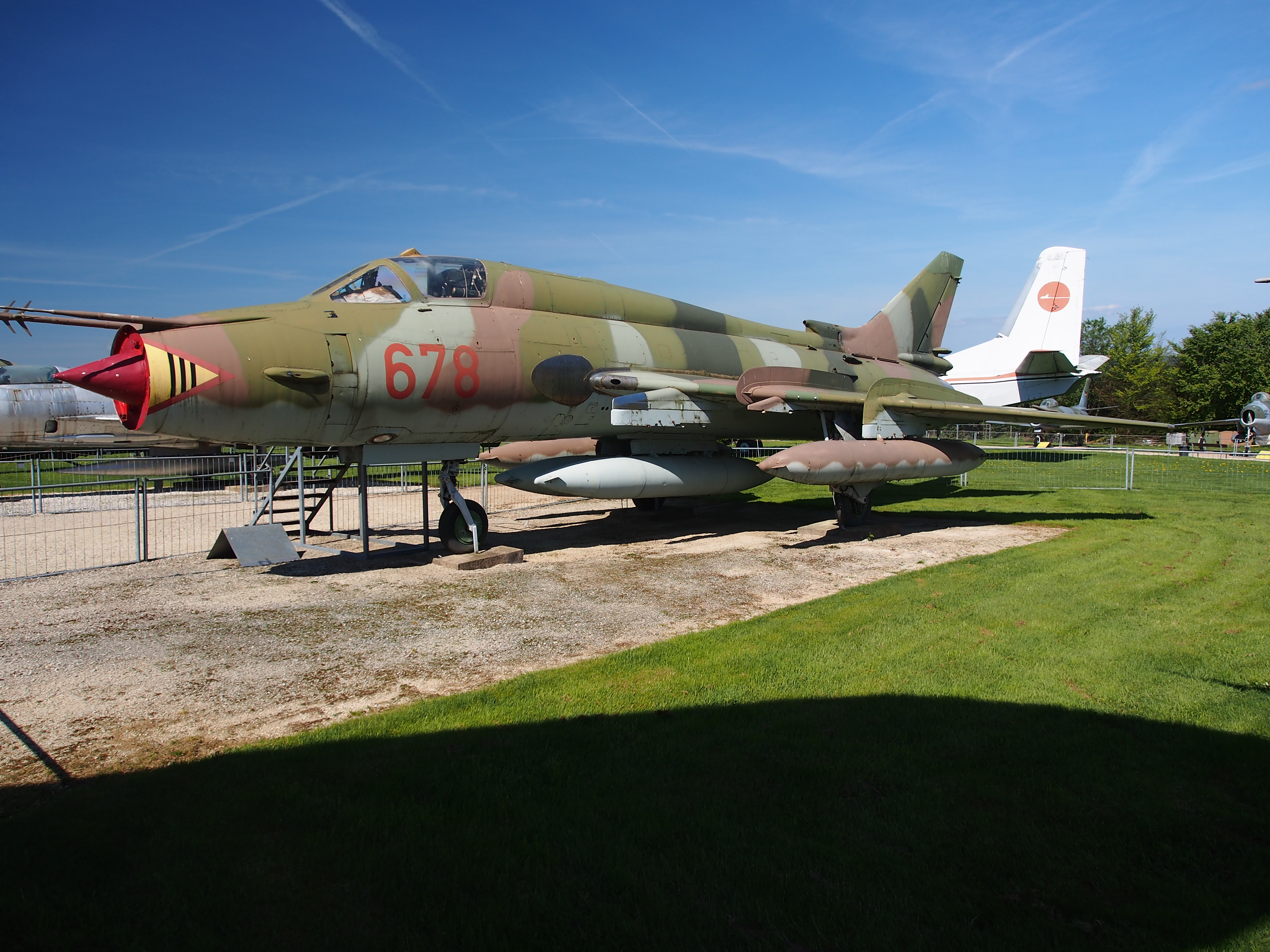
Su-22M-4.
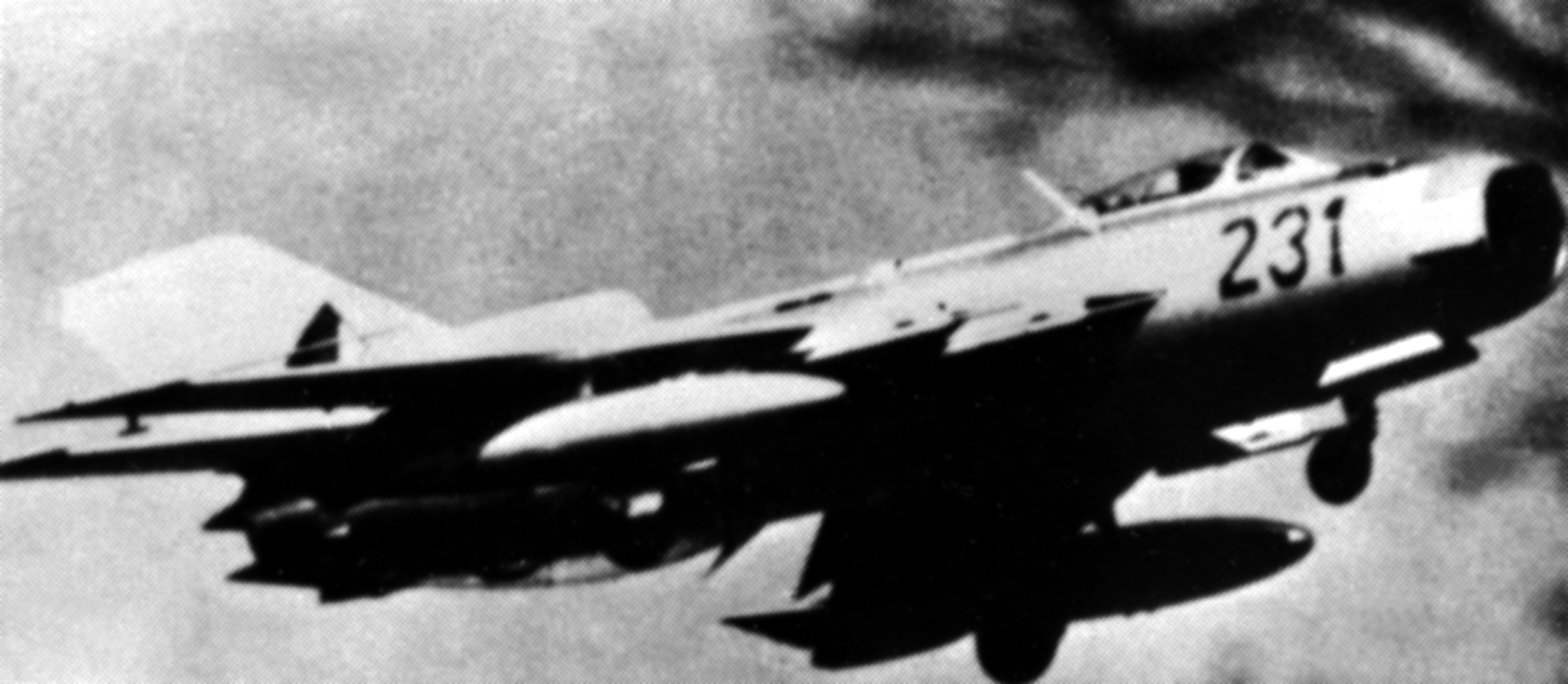
MiG-19.
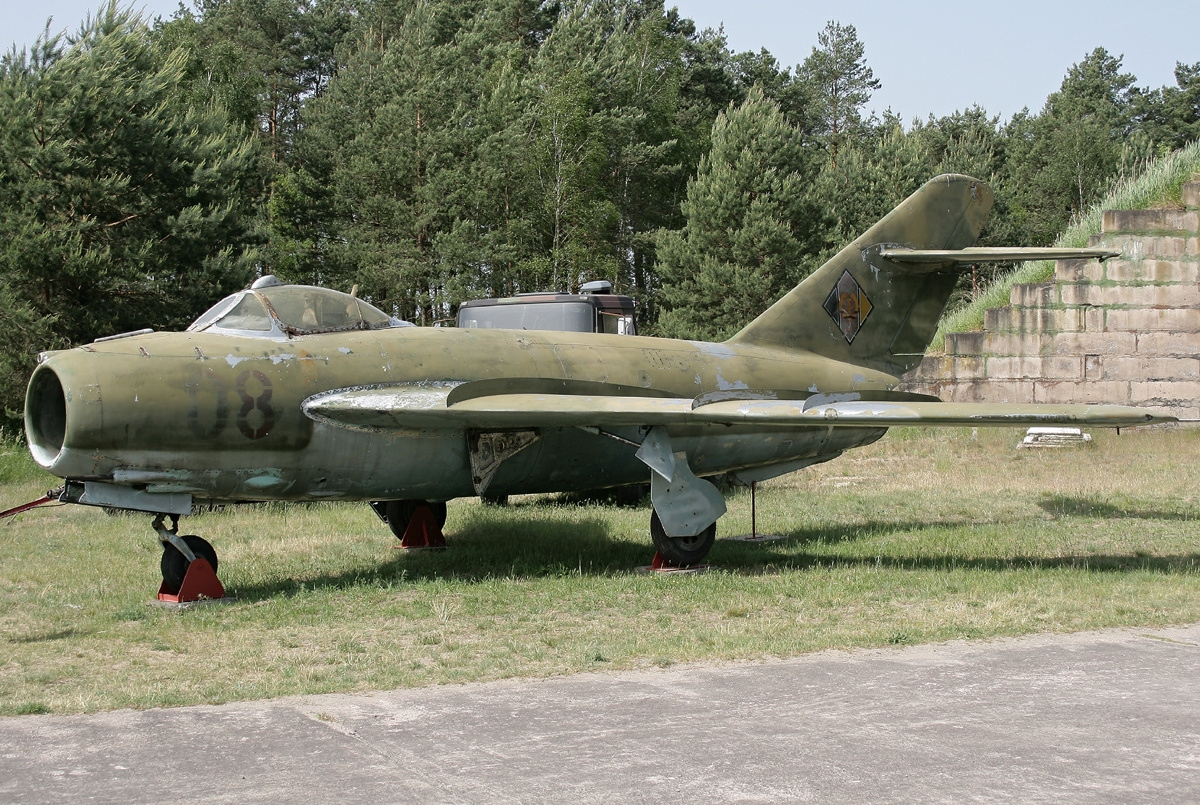
MiG-17F.
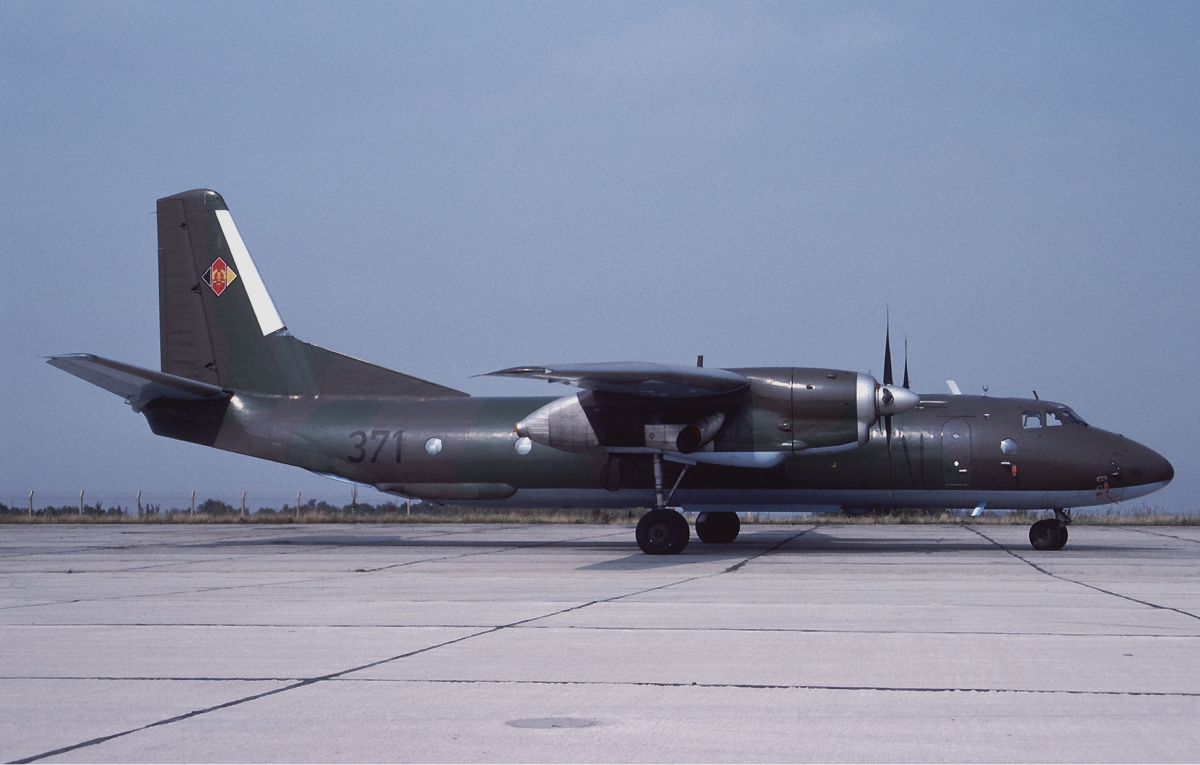
Antonov An-26.
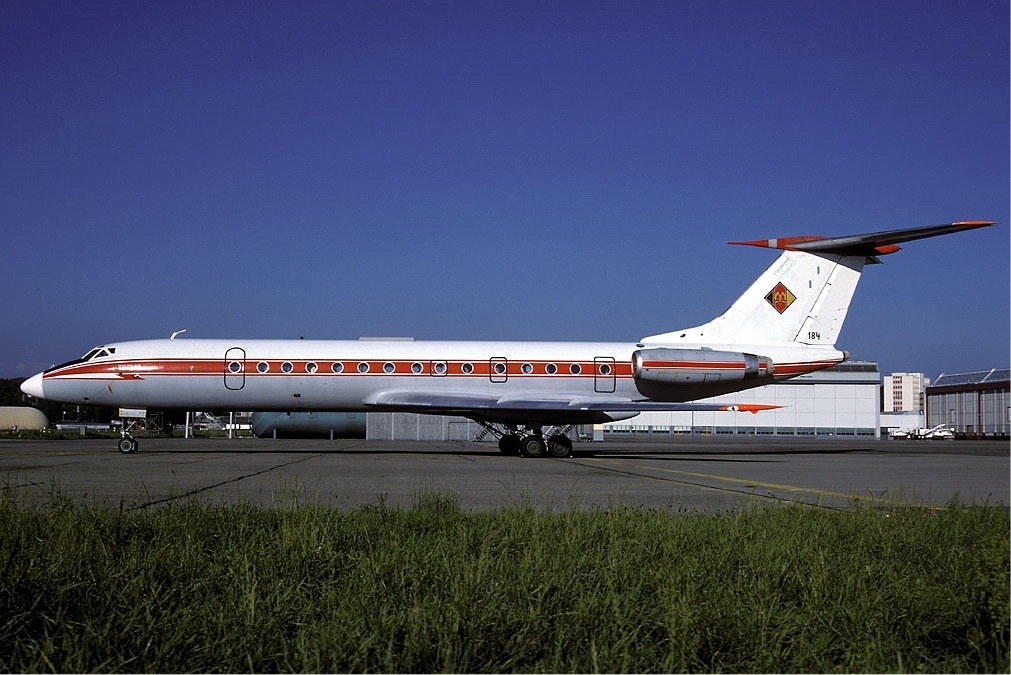
Tu-134.